# Les Petits Chats
Pour la série de livres pour enfants, voir Les Petits Chats (série littéraire).
Pour plus de détails, voir Fiche technique et Distribution.
Les Petits Chats est un film français réalisé par Jacques R. Villa et sorti en 1962 aux États-Unis, sa sortie en France, prévue en 1960, ayant été censurée.

## Synopsis
Michèle, 15 ans, habite un îlot tranquille d'un canal d'une banlieue parisienne. Des fillettes du voisinage viennent la rejoindre dans le refuge secret qu'elles se sont créé. Lorsque Michèle quitte l'île parce que sa famille déménage, elle révèle l'existence de la cachette à l'institutrice des fillettes. L'irruption de leur institutrice dans leur repaire suscite leur colère à l'exception de la petite Sophie qui lui témoigne de l'amitié. Les autres soupçonnent alors Sophie d'être la traîtresse qui a divulgué l'existence de leur refuge et, pour se venger, conçoivent un traquenard mortel. Le retour inopiné de Michèle les empêchera de commettre l'irréparable.

## Thèmes et contexte
À cause de l'intrigue mettant en scène des fillettes criminelles, la sortie en France prévue pour 1960 de l'unique film de Jacques R. Villa et qui travaillait essentiellement pour la télévision a été censurée. Malgré une fin remaniée, le film est resté inédit comme l'écrit la revue Positif en 1960 : « De Jacques Villa, nous ne connaissons, et pour cause, que Les Petits Chats, et encore en projection privée, car la censure existe toujours. C'est un film attachant auquel la censure a fait adjoindre une happy end bien conformiste. De toute façon, sans toujours évoquer heureusement Buñuel, une prometteuse histoire de petites filles criminelles. »

Les sœurs Dorléac sont créditées dans de petits rôles. Si la présence de Catherine Deneuve et de sa plus jeune sœur Sylvie Dorléac est attestée au générique, celle de Françoise Dorléac, quelques fois créditée selon certaines sources, reste à confirmer. Cette dernière déclare en 1959 dans une interview pour Les Loups dans la bergerie : 

« J'ai trois sœurs, dont deux tournent en ce moment dans Les Petits Chats avec Villa comme metteur en scène, et puis moi. »

## Fiche technique
- Titre : Les Petits Chats
- Titre original : Les Petits Chats (en marge de la vie)
- Titre de travail : Les Petites garces, les petits chats
- Titre anglais : Wild Roots of Love[5]
- Réalisation : Jacques R. Villa
- Scénario : Jacques R. Villa
- Dialogues : Jacques R. Villa
- Assistants-réalisation : 1) Fabien Collin, 2) Marc Simenon
- Musique : Edgar Bischoff
- Photographie : Armand Thirard
- Cadrage : Louis Née
- Son : Jean-Roger Bertrand
- Montage : René Le Hénaff
- Décors : Alexis de Giers
- Pays d'origine :  France
- Dates et lieux de tournage : d'octobre à novembre 1959 sur les bords de la Marne
- Langue de tournage : français
- Producteurs : Paul Temps, Peter Oser
- Directeur de production : Roger Péré
- Société de production : JAD Films (Jayet, Dubois et Cie, France)
- Sociétés de distribution : 
  - Pour la France : Les Acacias, Tamasa Distribution
  - Pour l'étranger : European Producers International, Gaston Hakim Productions
- Format : noir et blanc — 35 mm — monophonique
- Genre : comédie dramatique
- Durée : 90 minutes
- Première à Bordeaux en mars 1960
- Sortie à Paris : 14 avril 1960 (interdit au début de son exploitation)
- Date de sortie :  janvier 1962[5]
- Visa et classification CNC : interdit aux -16 ans, visa no 22728 délivré le 2 novembre 1967[6]

## Distribution
- Sylviane Margollé : Sophie
- Maïté Andrès : Michèle
- Ginette Pigeon : Mademoiselle Mairet, l'institutrice
- Renée Barrell : la directrice de l'école
- Pierre Dudan : l'éleveur d'oiseaux
- Geneviève Galéa
- Pascal Bressy
- Jocelyne Bressy
- Michèle Verez
- France Beucler
- Catherine Deneuve
- André Pradel
- Sylvie Dorléac : Sylvie
- Geneviève Casile
- Marie-Claude Mestral
- Henri Nassiet
- Véronique Prud'homme
- Evelyne Champion
- Joëlle Picaud
- Christine Georges